# Șmîhli, Lohvîțea
Șmîhli (în ucraineană Шмиглі) este un sat în comuna Iahnîkî din raionul Lohvîțea, regiunea Poltava, Ucraina.

## Demografie
Componența lingvistică a localității Șmîhli
     Ucraineană (87,23%)
     Rusă (12,77%)
Conform recensământului din 2001, majoritatea populației localității Șmîhli era vorbitoare de ucraineană (87,23%), existând în minoritate și vorbitori de rusă (12,77%).